# Слатіна-Тіміш
Слатіна-Тіміш (рум. Slatina-Timiș) — село у повіті Караш-Северін в Румунії. Входить до складу комуни Слатіна-Тіміш.
Село розташоване на відстані 313 км на захід від Бухареста, 31 км на схід від Решиці, 99 км на південний схід від Тімішоари.

## Населення
За даними перепису населення 2002 року у селі проживала 1731 особа.
Національний склад населення села:
| Національність | Кількість осіб | Відсоток |
| -------------- | -------------- | -------- |
| румуни         | 1713           | 99,0%    |
| українці       | 9              | 0,5%     |
| німці          | 6              | 0,3%     |

Рідною мовою назвали:
| Мова       | Кількість осіб | Відсоток |
| ---------- | -------------- | -------- |
| румунська  | 1718           | 99,2%    |
| українська | 9              | 0,5%     |